# Hours (Funeral for a Friend)
Hours è il secondo album del gruppo musicale gallese Funeral for a Friend.
A proposito del produttore (Terry Date), il cantante Matt Davies ha in seguito ricordato come sia stato molto importante il suo contributo, perché gli ha insegnato ad apprezzare meglio le proprie capacità e a non essere sempre duro con sé stesso.
Hospitality non è mai stata suonata live prima del 24 aprile 2014, quando la band ha eseguito Hours nella sua interezza.

## Classifiche
L'album è il primo della band a entrare nelle classifiche degli Stati Uniti, debuttando alla posizione 139 della Billboard 200. Nelle altre classifiche USA si piazza al 42º posto fra gli album europei, scendendo poi al 95º posto nella seconda settimana, ed al 2º nella classifica heatseekers, cioè quella che comprende gli album di band che non sono mai entrate nella top 100.
Nel Regno Unito Hours si classifica invece (così come il suo predecessore Casually Dressed) alla 12ª posizione.
| Classifica                | Posizione |
| ------------------------- | --------- |
| Regno Unito               | 12        |
| Stati Uniti               | 139       |
| Stati Uniti (European)    | 42        |
| Stati Uniti (heatseekers) | 2         |

## Tracce
Tutte le canzoni sono state scritte dai Funeral for a Friend.
1. All the Rage – 3:37
2. Streetcar – 3:37
3. Roses for the Dead – 4:06
4. Hospitality – 4:44
5. Drive – 5:06
6. Monsters – 3:29
7. History – 4:08
8. Recovery – 3:31
9. The End of Nothing – 3:19
10. Alvarez – 4:16
11. Sonny – 3:15

Japanese Bonus Tracks
1. Lazarus (In the Wilderness) – 2:50
2. I Am the Arsonist – 4:55

Limited Edition Japanese Bonus Tracks
1. Babylon's Burning – 2:31
2. Sunday Bloody Sunday – 4:23
3. The Boys Are Back in Town – 4:19
4. Pirate Song – 3:46

## Formazione
- Matthew Davies - voce
- Kris Coombs-Roberts - chitarra
- Darran Smith - chitarra
- Gareth Davies - basso, voce
- Ryan Richards - batteria, voce
- Terry Date - produzione, registrazione e mixaggio
- Sam Hofstedt - Assistente ingegnere presso Studio X
- Floyd Reitsma - Assistente ingegnere presso Studio Litho
- Brian Valentino - Assistente ingegnere e voce di fondo in History
- Junichi "Jun" Murakawa - Assistente al mixaggio presso Bay 7
- Ted Jensen - Masterizzazione presso Sterling Sound (New York)
- Kate Hamilton - voce al telefono in Streetcar
- Storme, Lisa & Joel - Parlato in Streetcar
- Josh Evans - voce di fondo in History
- Asterik Studio - design e direzione artistica
- Jeff Gros - Fotografia